# Лариохина, Нина Николаевна
Нина Николаевна Лариохина (10 декабря 1940 года, деревня Конское, Калужская область) — оператор машинного доения госплемзавода «Заря коммунизма» Домодедовского района Московской области. Полный кавалер Ордена Трудовой Славы.

## Биография
Родилась в 1940 году в многодетной крестьянской семье в деревне Конское Калужской области. Трудовую деятельность начала в 14 лет. Трудилась дояркой на молочно-товарной ферме местного колхоза. Позднее трудилась на Мытищинском силикатном заводе. Без отрыва от производства окончила Подольский строительный техникум, после которого трудилась строителем в госплемзаводе «Заря коммунизма» Домодедовского района. С 1966 года — доярка в этом же госплемзаводе. В итоговым результатам Девятой (1971—1975), Десятой (1976—1980) и Одиннадцатой (1981—1985) пятилеток занимала передовые места в социалистическом соревновании и награждалась орденами Трудовой славы.
Участвовала во Всесоюзной выставке ВДНХ.
После выхода на пенсию проживает в селе Растуново.
Умерла 27 июня 2021 года.
Награды
- Орден Трудовой Славы III степени — Указом Президиума Верховного Совета СССР от 14 февраля 1975 года
- Орден Трудовой Славы II степени — Указом Президиума Верховного Совета СССР от 16 декабря 1980 года
- Орден Трудовой Славы I степени — Указом Президиума Верховного Совета СССР от 17 августа 1988 года «за достижение высоких результатов в увеличении производства сельскохозяйственной продукции на основе освоения интенсивных технологий и передовых методов организации труда в земледелии и животноводстве»
- Золотая, бронзовая и бронзовая медали ВДНХ